# Hindisheim
Hindisheim (prononcé [indisaim] et Hindse [hįndsə] en alsacien) est une commune française située dans la circonscription administrative du Bas-Rhin et, depuis le 1er janvier 2021, dans le territoire de la Collectivité européenne d'Alsace, en région Grand Est.
Cette commune se trouve dans la région historique et culturelle d'Alsace.

## Géographie
À une vingtaine de kilomètres au sud-est de Strasbourg et non loin de la ligne SNCF Strasbourg-Bâle, Hindisheim est un village de plaine.
Hindisheim est un village situé sur la route départementale 207, légèrement à l'écart de la RD 1083.
Le village est localisé dans le Bruch de l'Andlau. Il convient de ne pas confondre le Bruch (sans « e ») qui désigne des plaines inondables avec la rivière éponyme (la Bruche) qui longe d'ailleurs la face ouest de Hindisheim. On peut toutefois noter que l'étymologie des deux est liée.
Bruch de l'Andlau vient du verbe brechen (cassure) et n'est nullement lié à la rivière Bruche, qui ne baigne pas Hindisheim. Hindisheim est longée par la rivière Andlau. Le Bruch de l'Andlau est un vaste marécage avec une faune et une flore remarquable (sangliers, chevreuils, renard, lièvre...).
La commune est rattachée au canton d'Erstein.
Le ban communal de 1 183 ha, traversé dans sa longueur par l'Andlau, compte 880 ha de prés et champs et 303 ha de forêts ; le village, à lui seul, occupe une superficie de 52 ha.
| Blaesheim                     | Geispolsheim | Lipsheim     |
| Bischoffsheim Krautergersheim | Hindisheim   | Ichtratzheim |
| Meistratzheim                 |              | Limersheim   |

### Hydrographie

#### Réseau hydrographique
La commune est dans le bassin versant du Rhin au sein du bassin Rhin-Meuse. Elle est drainée par l'Andlau, le ruisseau le Vieil Ergelsenbach et la Fosse le Koenigsgraben,.
L'Andlau, d'une longueur de 42 km, prend sa source dans la commune de Le Hohwald et se jette  dans l'Ill à Illkirch-Graffenstaden, après avoir traversé 21 communes. 
Le Vieil Ergelsenbach, d'une longueur de 13 km, prend sa source dans la commune de Meistratzheim et se jette  dans l'Ehn à Geispolsheim, après avoir traversé huit communes. 

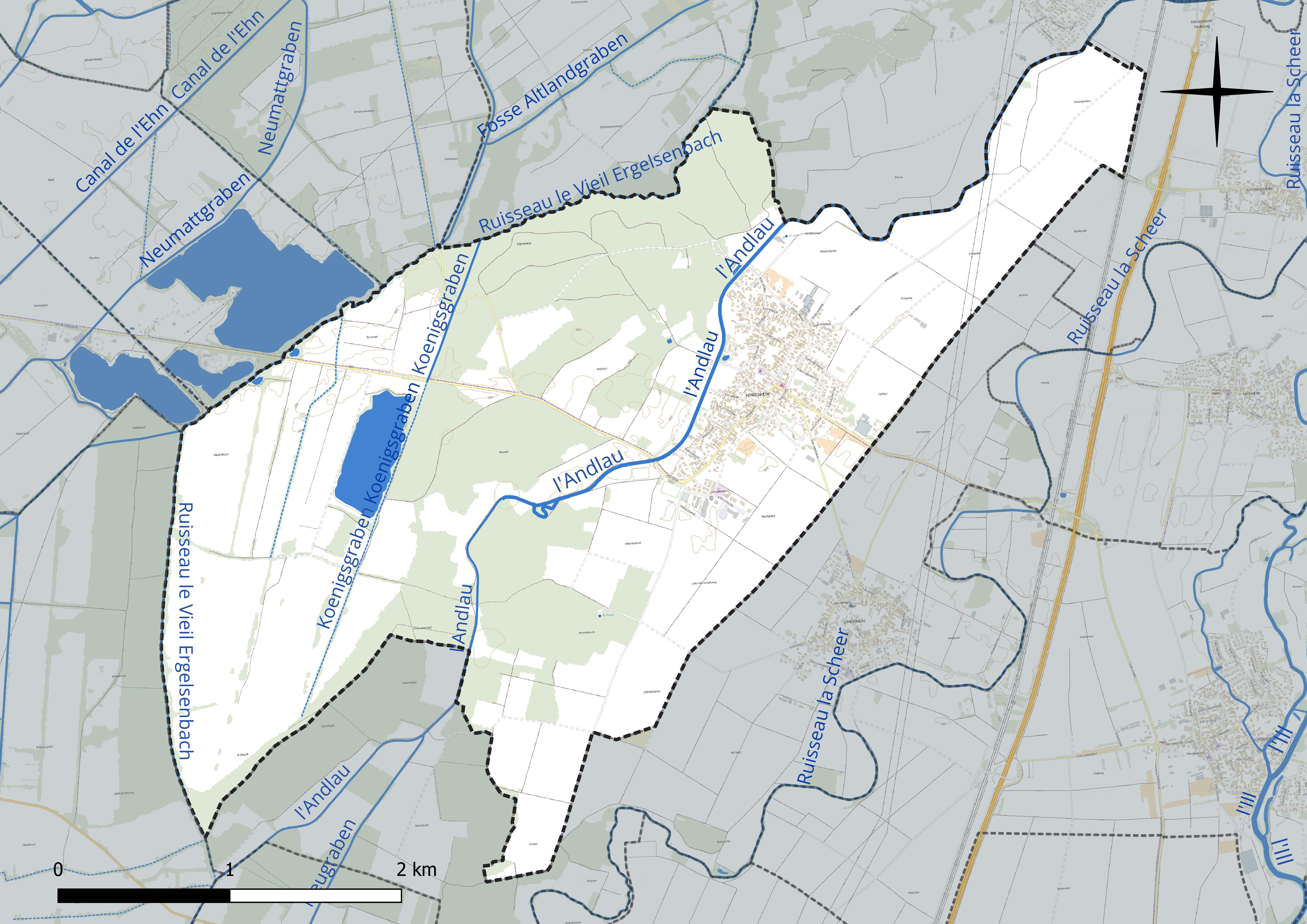
Réseau hydrographique de Hindisheim.

#### Gestion et qualité des eaux
Le territoire communal est couvert par le schéma d'aménagement et de gestion des eaux (SAGE) « Ill Nappe Rhin ». Ce document de planification concerne la nappe phréatique rhénane, les cours d'eau de la plaine d'Alsace et du piémont oriental du Sundgau, les canaux situés entre l'Ill et le Rhin et les zones humides de la plaine d'Alsace. Le périmètre s’étend sur 3 596 km2. Il a été approuvé le 17 janvier 2005. La structure porteuse de l'élaboration et de la mise en œuvre est la région Grand Est. 
La qualité des cours d’eau peut être consultée sur un site dédié géré par les agences de l’eau et l’Agence française pour la biodiversité. 

### Climat
Pour des articles plus généraux, voir Climat du Grand Est et Climat du Bas-Rhin.
En 2010, le climat de la commune est de type climat des marges montargnardes, selon une étude du Centre national de la recherche scientifique s'appuyant sur une série de données couvrant la période 1971-2000. En 2020, Météo-France publie une typologie des climats de la France métropolitaine dans laquelle la commune est exposée à un climat semi-continental et est dans la région climatique  Alsace, caractérisée par une pluviométrie faible, particulièrement en automne et en hiver, un été chaud et bien ensoleillé, une humidité de l’air basse au printemps et en été, des vents faibles et des brouillards fréquents en automne (25 à 30 jours). 
Pour la période 1971-2000, la température annuelle moyenne est de 10,6 °C, avec une amplitude thermique annuelle de 17,8 °C. Le cumul annuel moyen de précipitations est de 634 mm, avec 8,2 jours de précipitations en janvier et 10,1 jours en juillet. Pour la période 1991-2020, la température moyenne annuelle observée sur la station météorologique de Météo-France la plus proche, « Strasbourg-Entzheim », sur la commune d'Entzheim à 7 km à vol d'oiseau, est de 11,4 °C et le cumul annuel moyen de précipitations est de 635,7 mm. 
La température maximale relevée sur cette station est de 38,9 °C, atteinte le 25 juillet 2019 ; la température minimale est de −23,6 °C, atteinte le 23 janvier 1942,,. 
Les paramètres climatiques de la commune ont été estimés pour le milieu du siècle (2041-2070) selon différents scénarios d'émission de gaz à effet de serre à partir des nouvelles projections climatiques de référence DRIAS-2020. Ils sont consultables sur un site dédié publié par Météo-France en novembre 2022.

## Urbanisme

### Typologie
Au 1er janvier 2024, Hindisheim est catégorisée bourg rural, selon la nouvelle grille communale de densité à sept niveaux définie par l'Insee en 2022.
Elle est située hors unité urbaine. Par ailleurs la commune fait partie de l'aire d'attraction de Strasbourg (partie française), dont elle est une commune de la couronne,. Cette aire, qui regroupe 268 communes, est catégorisée dans les aires de 700 000 habitants ou plus (hors Paris),.

### Occupation des sols
L'occupation des sols de la commune, telle qu'elle ressort de la base de données européenne d’occupation biophysique des sols Corine Land Cover (CLC), est marquée par l'importance des territoires agricoles (60,5 % en 2018), une proportion sensiblement équivalente à celle de 1990 (61 %). La répartition détaillée en 2018 est la suivante : 
terres arables (36,2 %), forêts (30,3 %), prairies (13 %), zones agricoles hétérogènes (11,3 %), zones urbanisées (7 %), eaux continentales (2,3 %). L'évolution de l’occupation des sols de la commune et de ses infrastructures peut être observée sur les différentes représentations cartographiques du territoire : la carte de Cassini (XVIIIe siècle), la carte d'état-major (1820-1866) et les cartes ou photos aériennes de l'IGN pour la période actuelle (1950 à aujourd'hui).

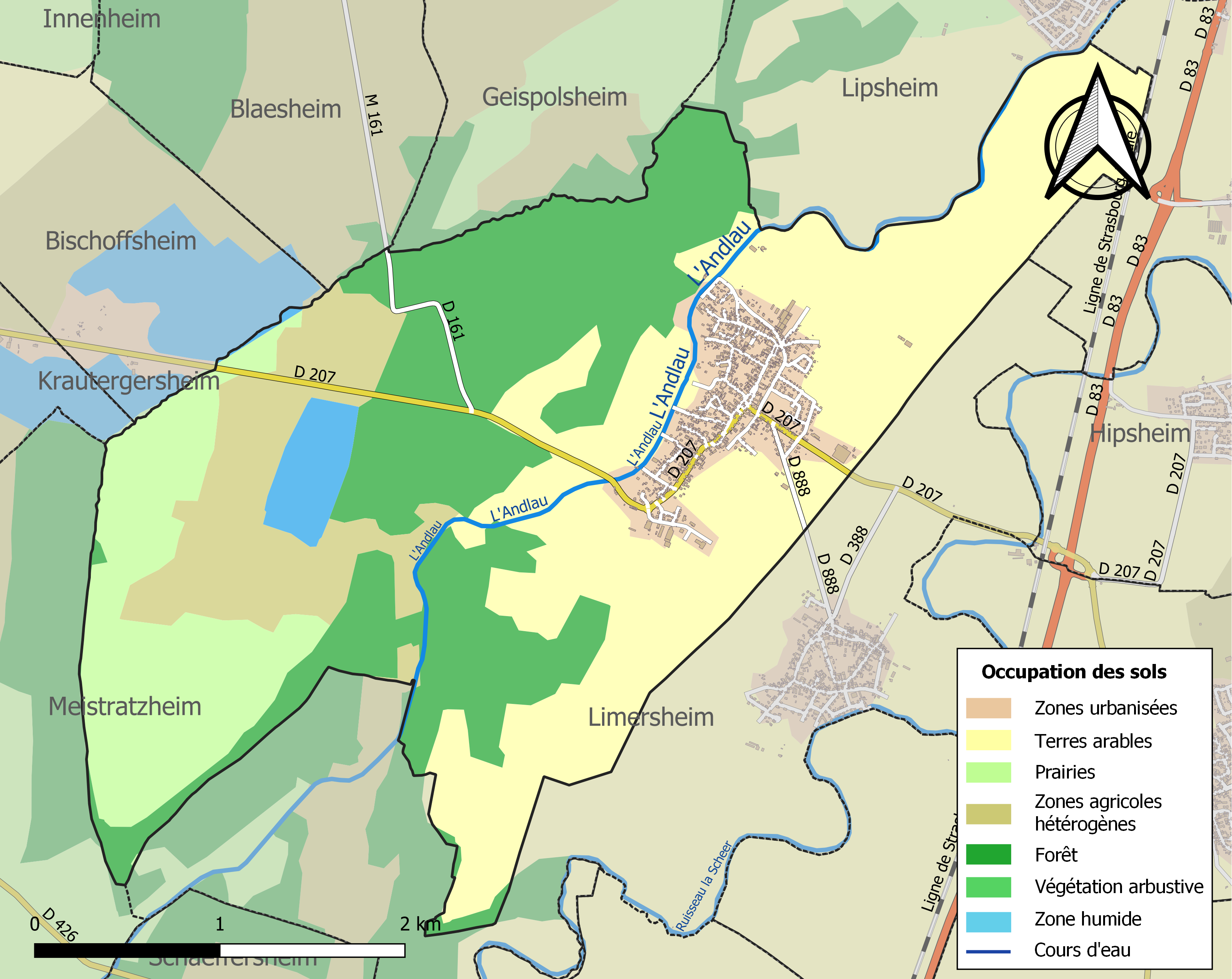
Carte des infrastructures et de l'occupation des sols de la commune en 2018 (CLC).

## Histoire
L'histoire du village remonte à la période gallo-romaine, mais les premières mentions écrites de son existence datent du haut Moyen Âge. Il a traversé les siècles comme nombre de communes alsaciennes en subissant les grands épisodes de l'histoire : les procès en sorcellerie (11 victimes ont été condamnées à Hindisheim pour sorcellerie en 1620), la guerre de Trente Ans, le rattachement au royaume de France, la Révolution, les trois conflits entre la France et l'Allemagne.
Le village comportait initialement deux châteaux. Détruits vers le milieu du XIXe siècle (la date exacte est inconnue), ils ne furent jamais reconstruits.
À noter qu'une des origines plausibles du nom du village est Huno Villis, soit la demeure du Hun, une des légendes sur la création du village étant qu'un guerrier hun d'Attila se serait fixé sur ce site, au cours d'une des invasions que la région a subies.

### Héraldique
| Blason de Hindisheim | Blason  | D'azur à la clef d'or accostée de deux étoiles du même. |
| Blason de Hindisheim | Détails |                                                         |

## Politique et administration
| Période                                  | Période                   | Identité                                        | Étiquette | Qualité |
| ---------------------------------------- | ------------------------- | ----------------------------------------------- | --------- | ------- |
| mai 1929                                 | 1939                      | Georges Meyer                                   | ?         |         |
| mai 1945                                 | mars 1965                 | Joseph Hurstel                                  | ?         |         |
| mars 1965                                | mars 1977                 | Louis Schmitt                                   | ?         |         |
| mars 1977                                | juin 1995                 | Jean-Paul Nothisen                              | ?         |         |
| juin 1995                                | mars 2014                 | Jean-Michel Galea                               | SE        |         |
| mars 2014                                | En cours (au 31 mai 2020) | Pascal Nothisen, Réélu pour le mandat 2020-2026 | SE        |         |
| Les données manquantes sont à compléter. |                           |                                                 |           |         |

## Démographie
L'évolution du nombre d'habitants est connue à travers les recensements de la population effectués dans la commune depuis 1793. Pour les communes de moins de 10 000 habitants, une enquête de recensement portant sur toute la population est réalisée tous les cinq ans, les populations de référence des années intermédiaires étant quant à elles estimées par interpolation ou extrapolation. Pour la commune, le premier recensement exhaustif entrant dans le cadre du nouveau dispositif a été réalisé en 2007.

En 2022, la commune comptait 1 552 habitants, en évolution de +6,01 % par rapport à 2016 (Bas-Rhin : +3,17 %, France hors Mayotte : +2,11 %).
| 1793 | 1800 | 1806  | 1821  | 1831  | 1836  | 1841  | 1846  | 1851  |
| ---- | ---- | ----- | ----- | ----- | ----- | ----- | ----- | ----- |
| 936  | 915  | 1 088 | 1 073 | 1 172 | 1 255 | 1 244 | 1 288 | 1 276 |

| 1856  | 1861  | 1866  | 1871  | 1875  | 1880  | 1885  | 1890  | 1895  |
| ----- | ----- | ----- | ----- | ----- | ----- | ----- | ----- | ----- |
| 1 249 | 1 261 | 1 301 | 1 312 | 1 291 | 1 269 | 1 209 | 1 162 | 1 182 |

| 1900  | 1905  | 1910  | 1921  | 1926  | 1931  | 1936  | 1946  | 1954  |
| ----- | ----- | ----- | ----- | ----- | ----- | ----- | ----- | ----- |
| 1 174 | 1 141 | 1 143 | 1 077 | 1 084 | 1 070 | 1 077 | 1 092 | 1 042 |

| 1962  | 1968  | 1975  | 1982  | 1990  | 1999  | 2006  | 2007  | 2012  |
| ----- | ----- | ----- | ----- | ----- | ----- | ----- | ----- | ----- |
| 1 063 | 1 064 | 1 068 | 1 158 | 1 204 | 1 369 | 1 363 | 1 362 | 1 404 |

| 2017  | 2022  | - | - | - | - | - | - | - |
| ----- | ----- | - | - | - | - | - | - | - |
| 1 502 | 1 552 | - | - | - | - | - | - | - |

## Éducation
Le village compte deux écoles : 
- une école maternelle ;
- une école primaire (située dans le même bâtiment que la mairie).

## Économie
Le village compte plusieurs commerces de proximité (boucherie, boulangerie, épicerie). 
Une zone artisanale se trouve au sud du village, avec notamment la société Soleil des Iles, fabricant de produits solaires au monoï de Tahiti.

## Lieux et monuments
- Hindisheim est particulièrement connue pour ses nombreux corps de ferme et maisons à colombages. On en dénombre plus de 150, dont une soixantaine est datée sur la façade, la plupart étant très bien entretenue et en excellente conservation. La plus ancienne date de 1596.

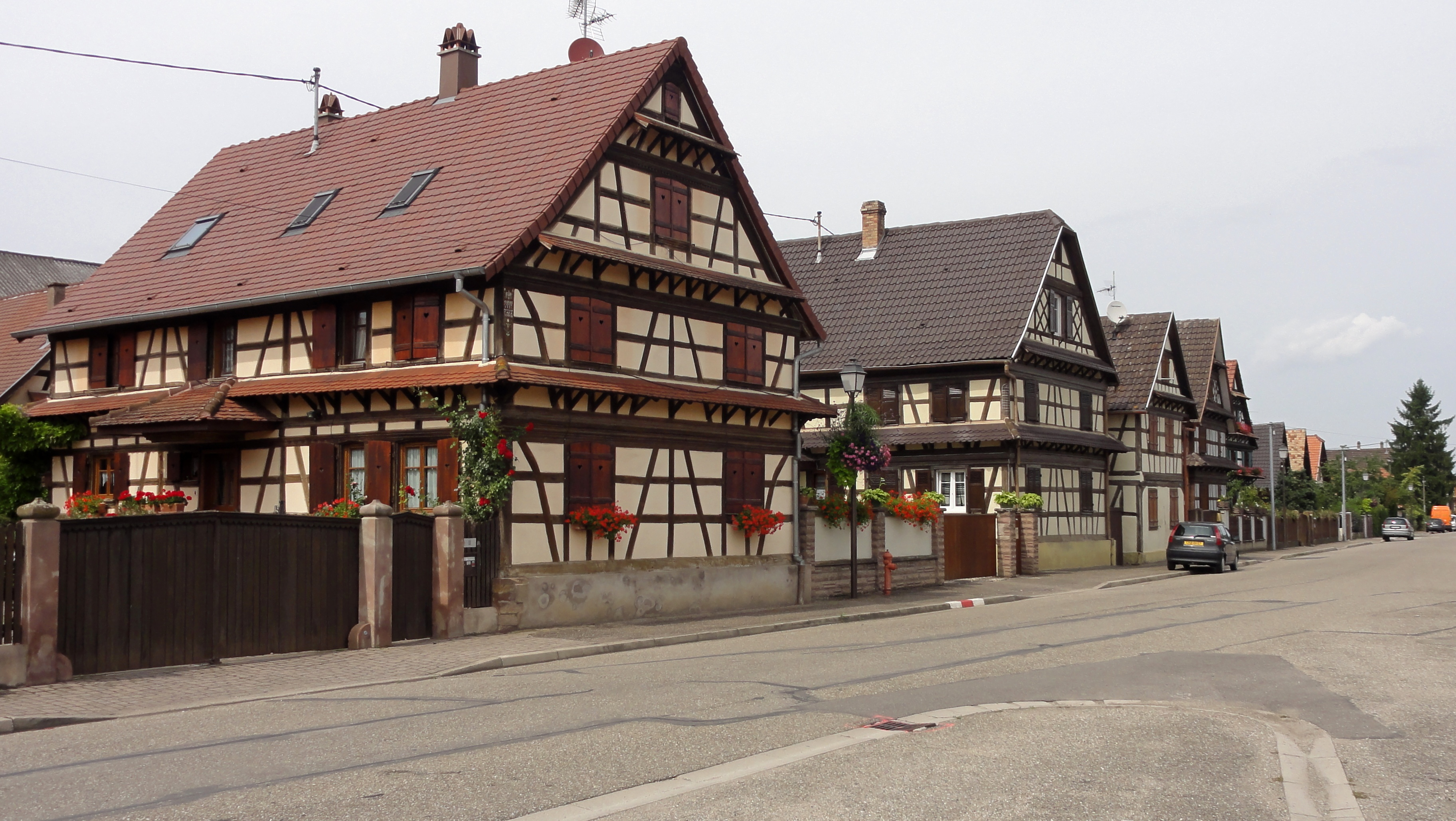
Fermes alsaciennes de la rue Principale.
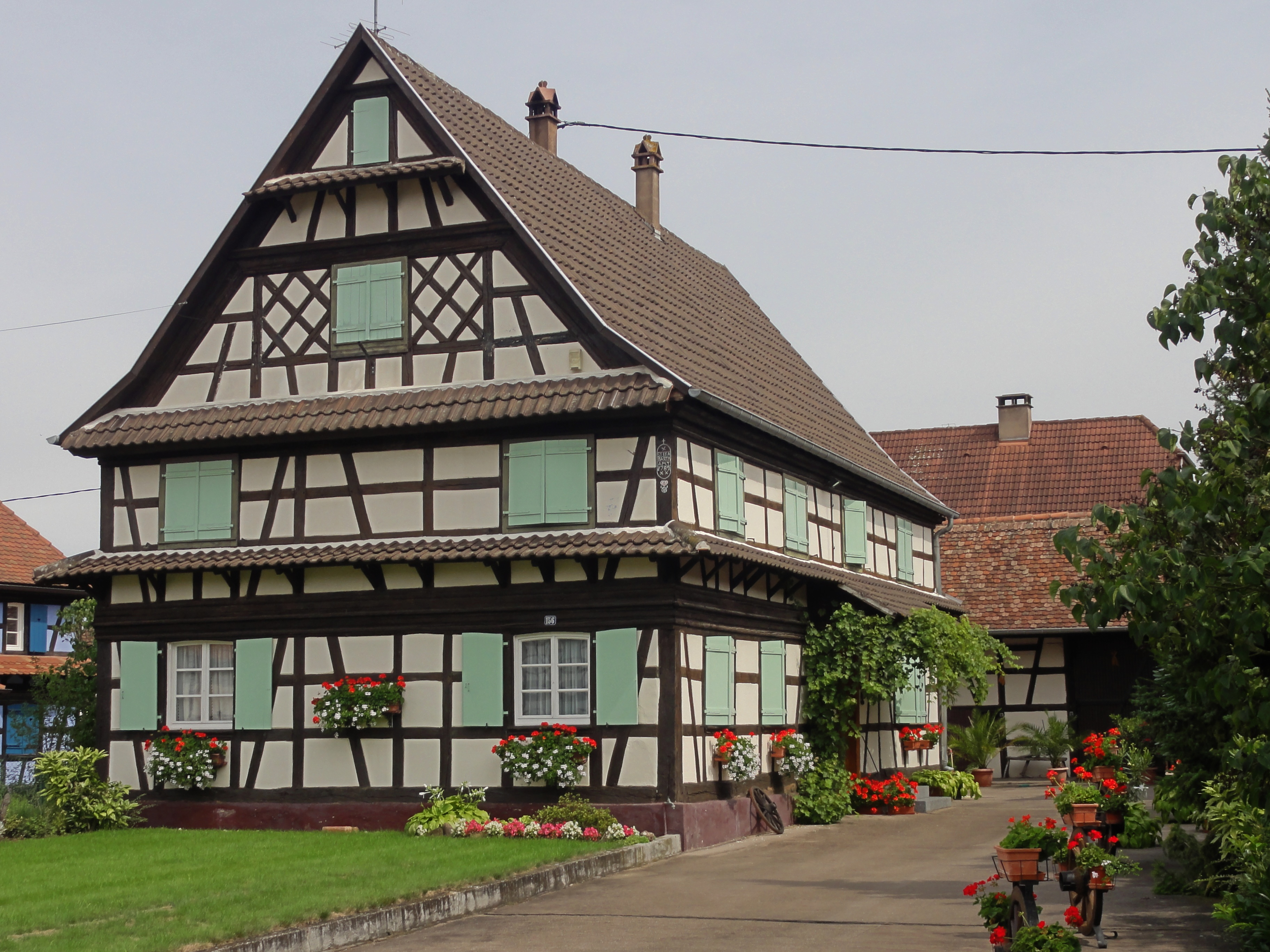
Maison à colombages, 156 rue Principale.
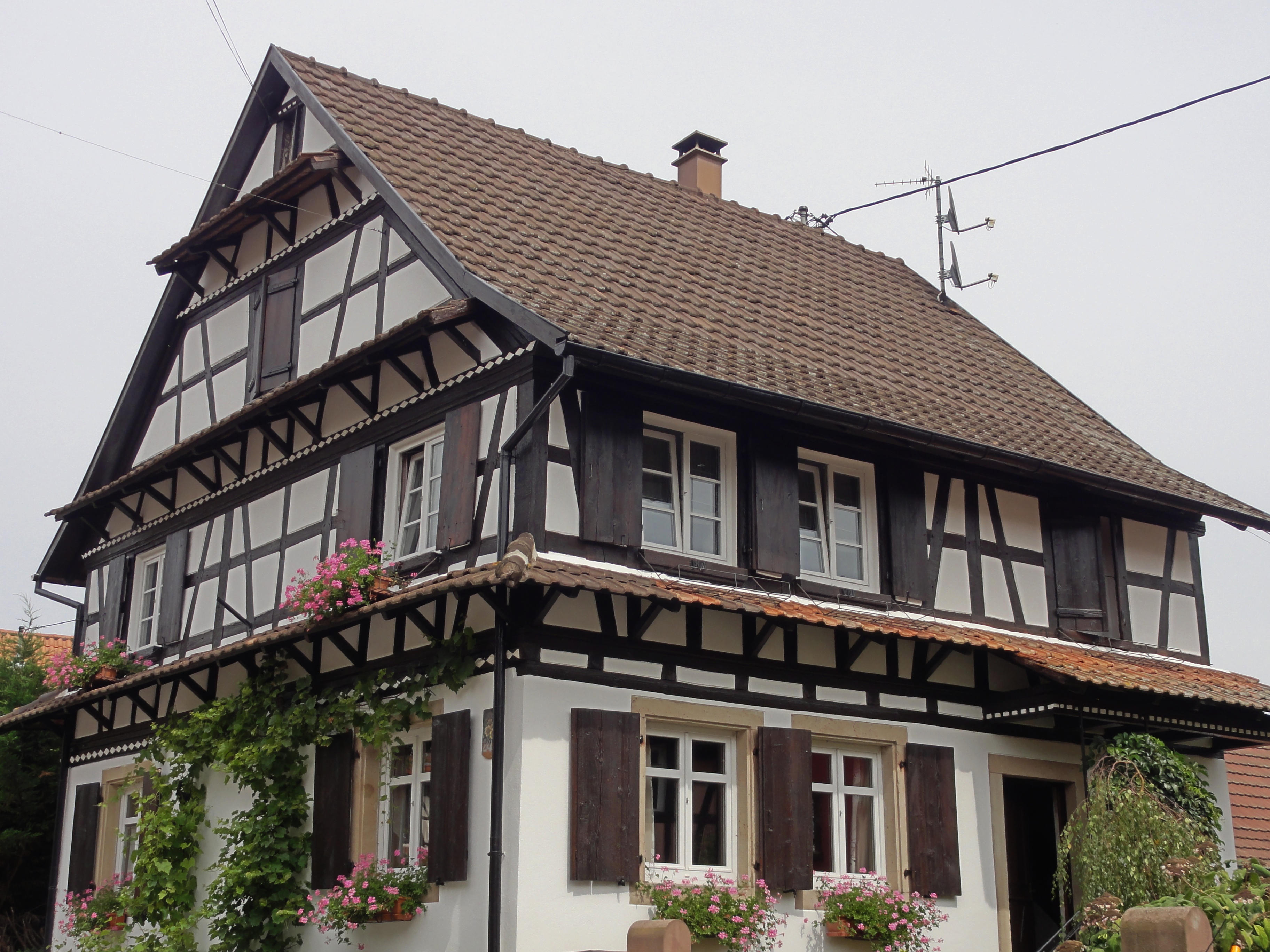
Maison à colombages, 246 rue de l'Église.
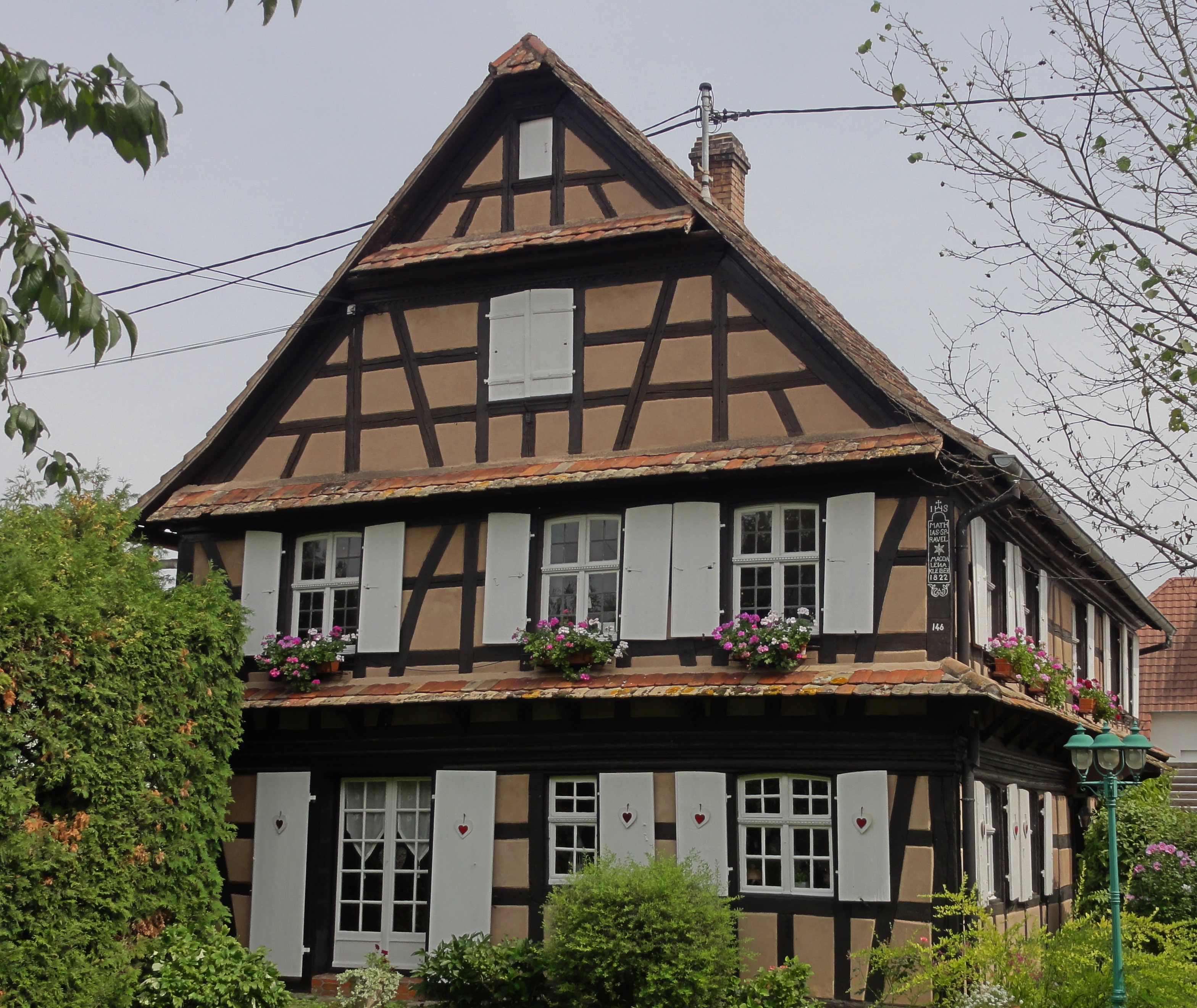
Maison à colombages, 146 rue Principale.

- Colonne de l'an 2000 qui recense tous les anciens noms du village.
- Chapelle de la Vierge datée de 1555.

La chapelle de Hindisheim est dédiée à la sainte Vierge et aux 14 saints auxiliaires. Les premières traces de cette chapelle remontent au XIVe siècle. Il n'en reste aujourd'hui que les murs. La chapelle a été reconstruite au XVIe siècle comme l'atteste la mention au-dessus de la porte de la date 1553. Elle n’a jamais fait fonction d’église paroissiale sauf pendant la période de construction de celle-ci (1889). Elle a la particularité de posséder l'un des deux seuls clochers à colombages d'Alsace. C’est sinon une construction simple. La nef mesure 11 m sur 5,5 m. Les fenêtres sont toutes de forme et de dimensions différentes. Elle fut vendue pendant la Révolution comme bien national, puis rouverte en 1813. On y trouve également les statues de 14 saints auxiliaires : Catherine, Georges, Blaise, Denis, Marguerite, Pantaléon, Acarius, Gilles, Eustache, Cyriaque, Vitus, Erasme, Christophe et Barbe.

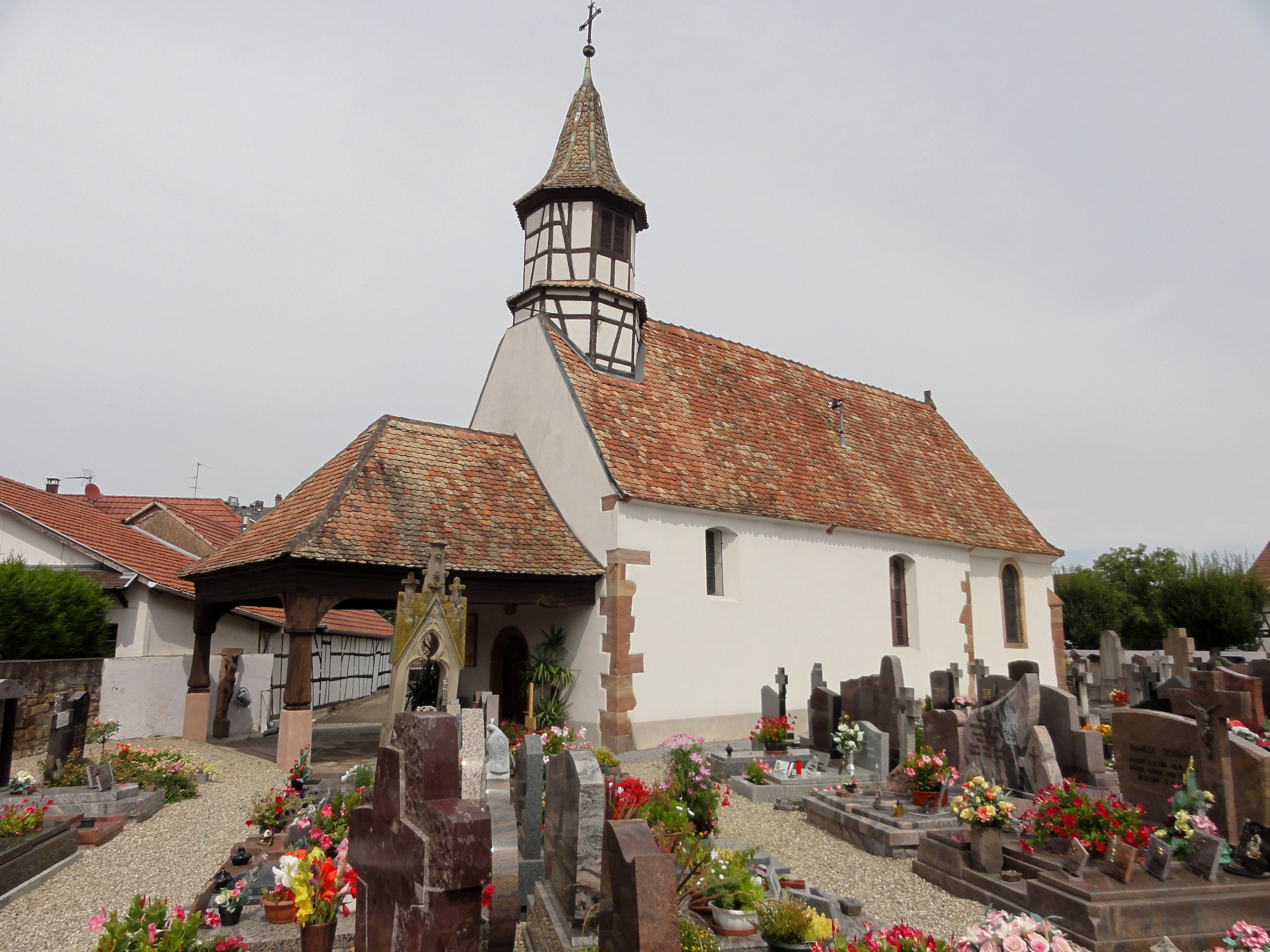
Chapelle de la Vierge.
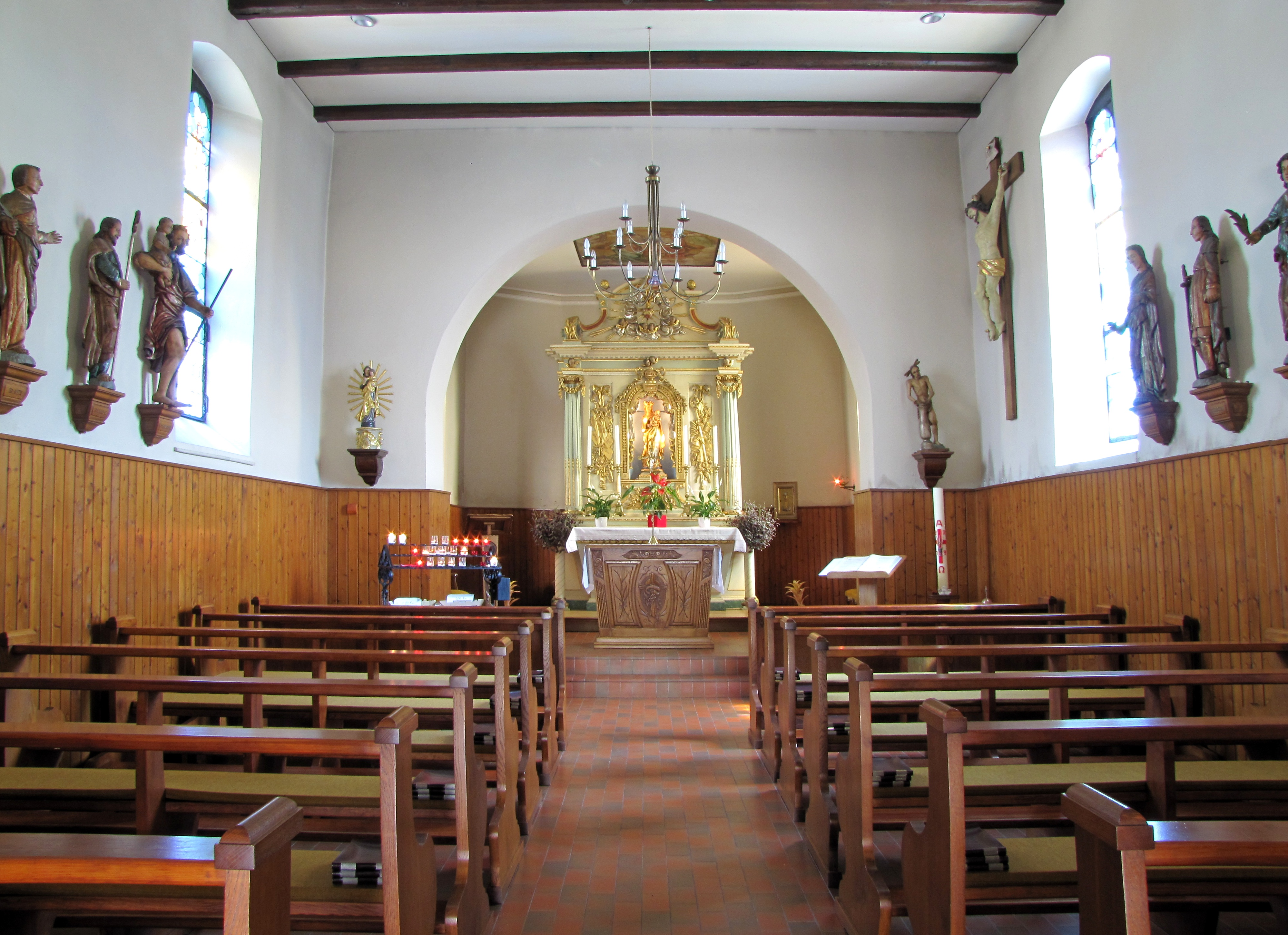
Intérieur de la chapelle.
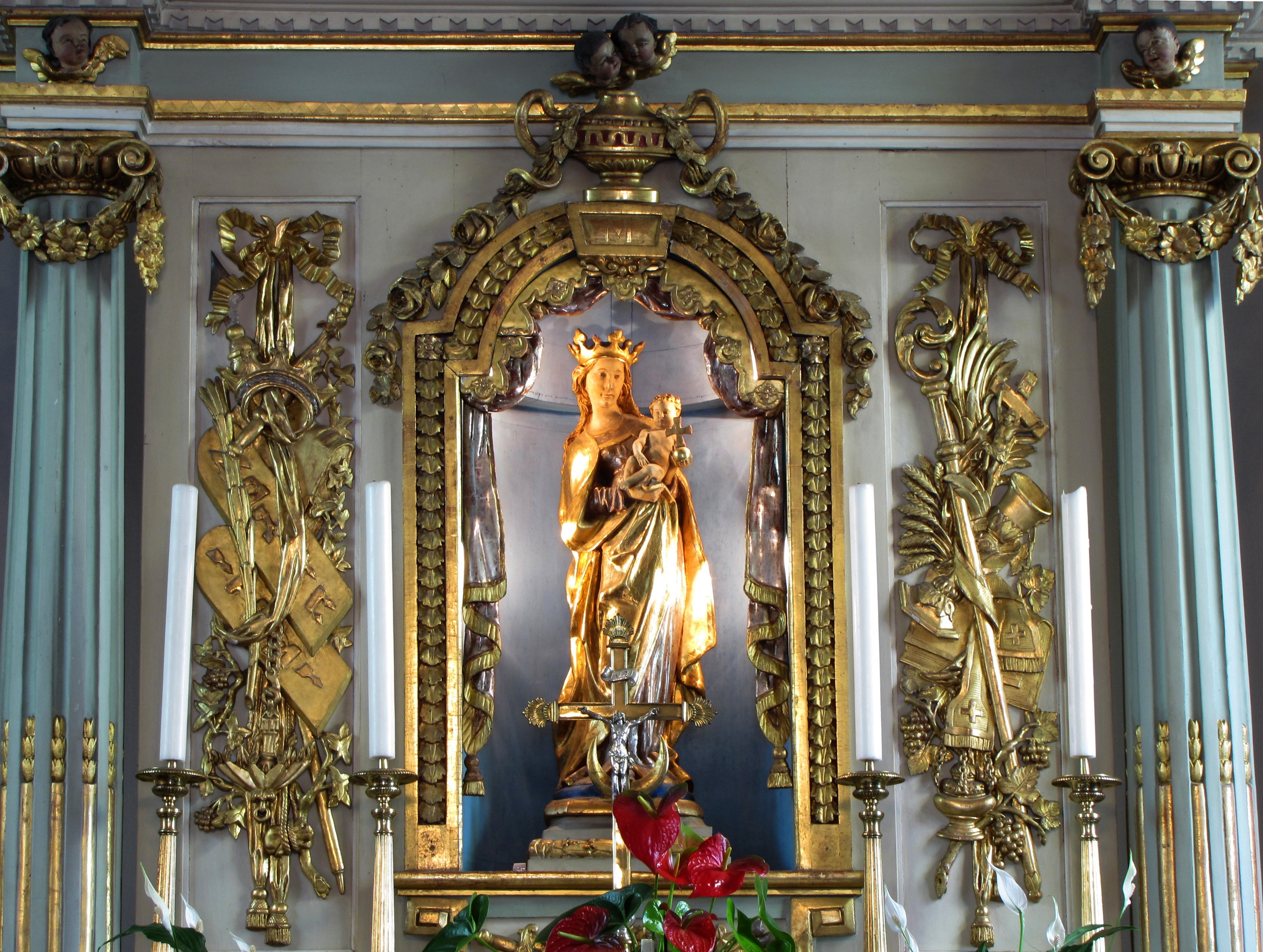
Autel-retable (XVIIIe), Vierge à l'enfant (vers 1470).
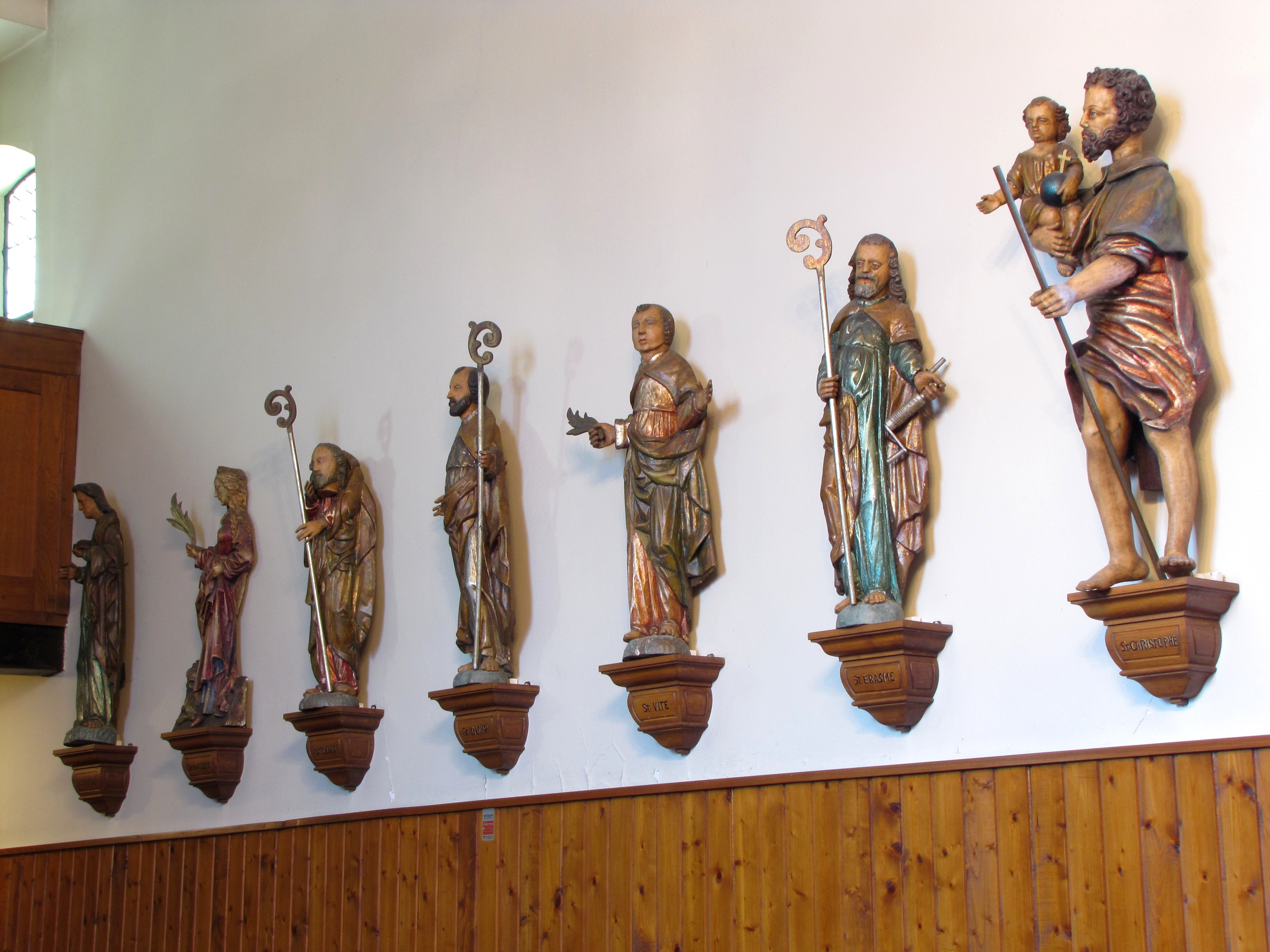
Les statues des Quatorze saints intercesseurs (XVIe au XIXe).
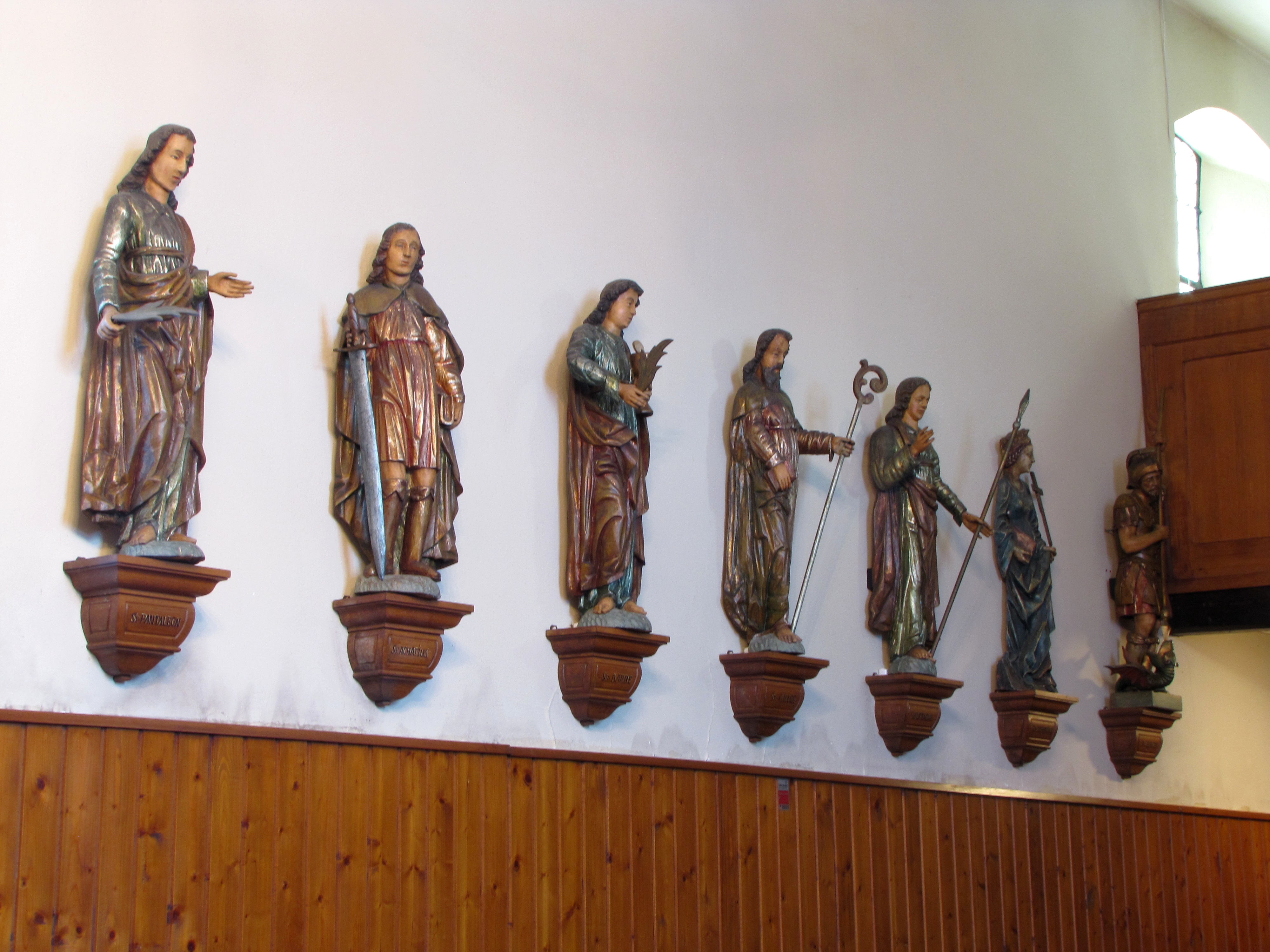
Les statues des Quatorze saints intercesseurs (XVIe au XIXe).

- Église Saints-Pierre-et-Paul, XIXe siècle, orgue Rinckenbach (1922).

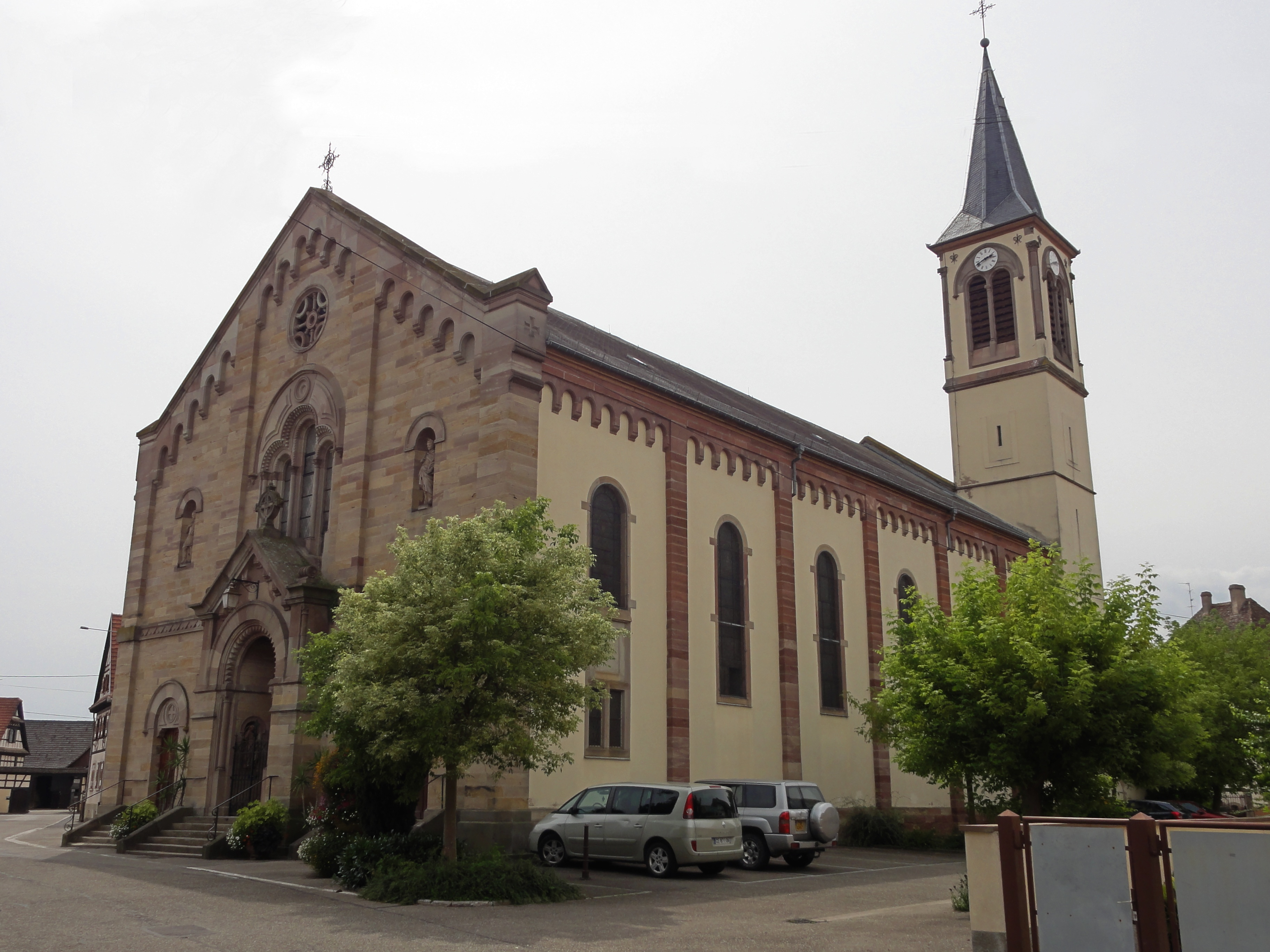
Église Saints-Pierre-et-Paul.
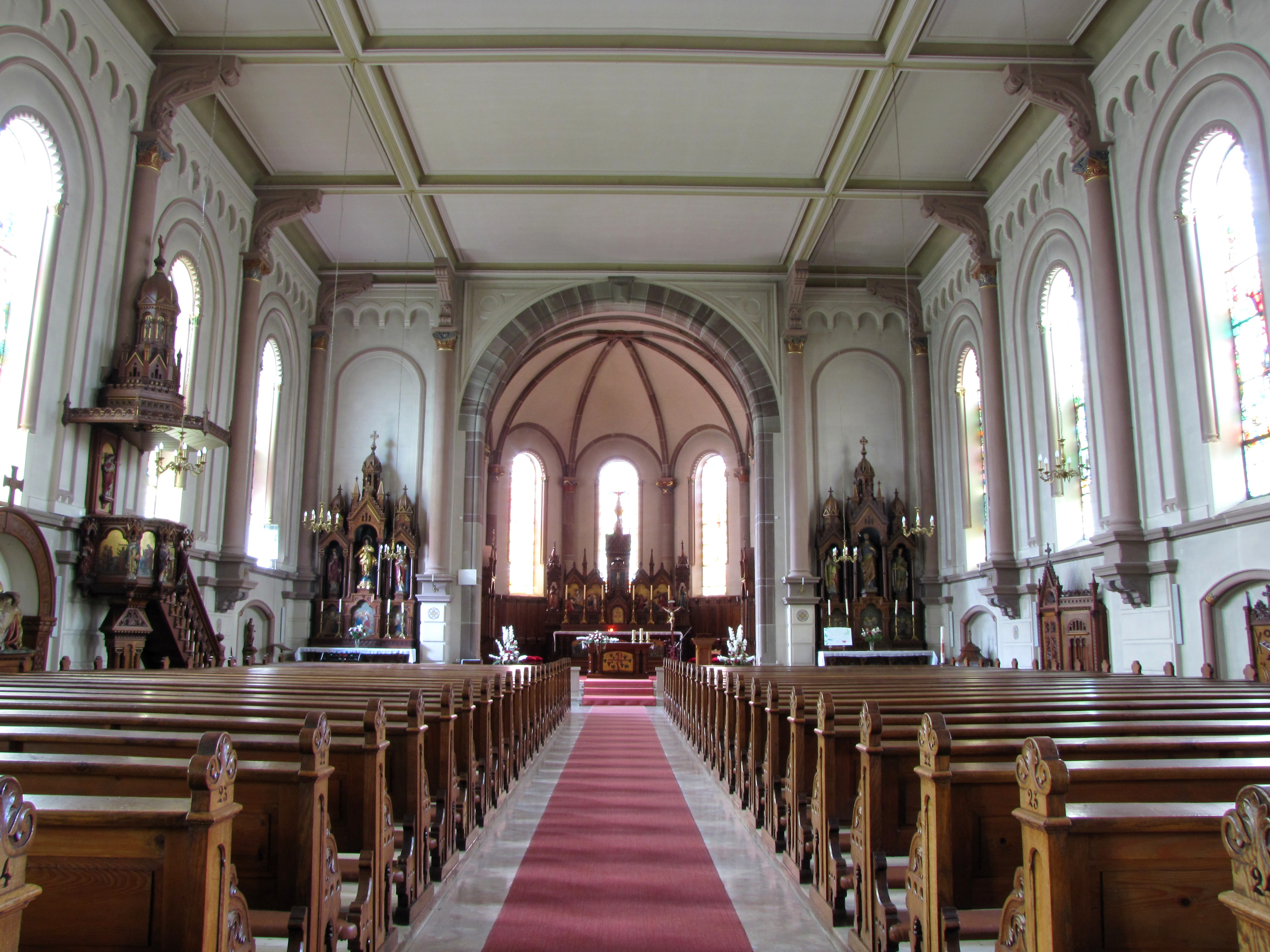
Vue intérieure de la nef vers le chœur.
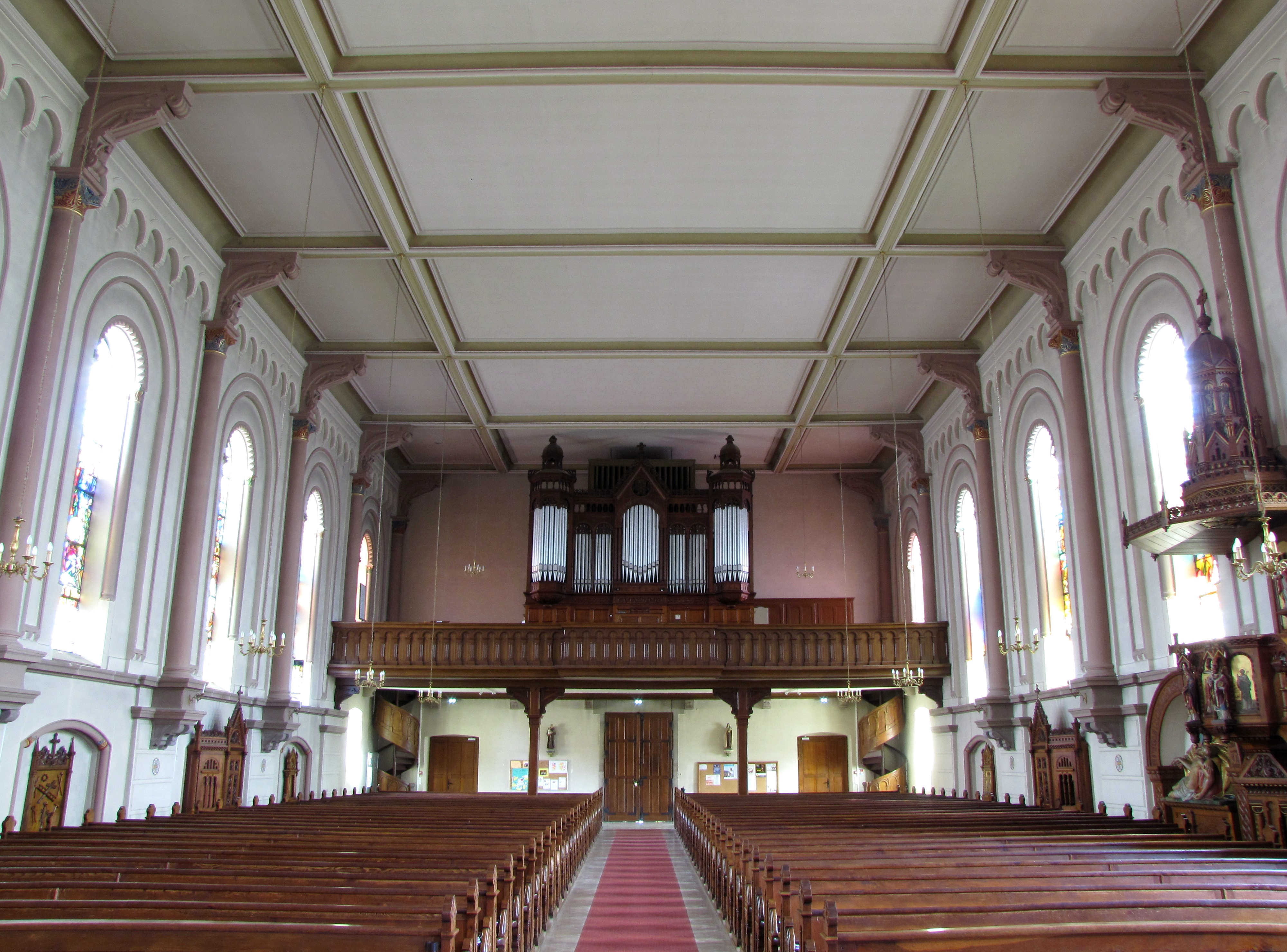
Vue intérieure de la nef vers la tribune de l'orgue Rinckenbach (1922).

## Personnalités liées à la commune
- Auguste Kirmann (1907-1995), Compagnon de la Libération.
- Raymond Waydelich, peintre et photographe[27], diplômé de l'École nationale supérieure des arts décoratifs à Paris, né à Strasbourg en 1938, vit et travaille à Hindisheim.
- Bruno Coqueran, basketteur professionnel, qui évoluait à la SIG en Pro A durant deux saisons entre 2000 et 2002, vivait à Hindisheim.

## Associations locales
- Union sportive Hindisheim[28] ;
- Cercle Saint-Étienne.(Basket)

## Manifestations
- Soirées harengs (les 2 premiers samedis du mois de mars) ;
- Marché aux puces (3e ou 4e dimanche d'avril) ;
- Feu de la Saint-Jean et Balade Alsacienne (un samedi mi-juin) ;
- Fête des récoltes d'antan (1er week-end de septembre) ;
- Loto (premier samedi du mois de novembre).